# Халифман, Александр Валерьевич
Алекса́ндр Вале́рьевич Халифма́н (род. 18 января 1966, Ленинград) — российский шахматист, гроссмейстер (1990), писатель, тренер и теоретик. Чемпион мира по версии ФИДЕ (1999). Трёхкратный победитель Олимпиад (1992, 2000, 2002) и командного чемпионата мира (1997) в составе сборной России, чемпион России (1996), двукратный чемпион Санкт-Петербурга (1996, 1997). Чемпион Европы среди юниоров 1986, чемпион СССР среди юношей (1982, 1984).
Наивысший рейтинг — 2702 (октябрь 2001, январь — апрель 2003).

## Биография
Родился в Санкт-Петербурге в семье инженеров. Дед Халифмана был директором музея Шаляпина, вторая половина семьи вела родословную из Прибалтики. По семейной легенде, предок Халифмана был одним из командиров броненосца «Русалка».
По собственным воспоминаниям, заинтересовался шахматами в 6 лет: отец научил его играть, а дядя подарил книгу «Путешествие в шахматное королевство» Авербаха и Бейлина, которая усилила интерес. Учился в одной школе с Григорием Перельманом. В 1983 году поступил на математико-механический факультет Ленинградского государственного университета, однако обучение не закончил из-за конфликта с замдекана. После третьего курса отслужил два года в армии в спортроте.
В 1990 году Халифман стал гроссмейстером, выиграв New York Open.
В 1999 году Халифман выиграл проходивший по нокаут-системе чемпионат мира ФИДЕ в Лас-Вегасе, став чемпионом мира по версии ФИДЕ. Критики обращали внимание, что в том чемпионате не участвовали двое сильнейших по рейтингу шахматистов — Гарри Каспаров и Вишванатан Ананд. Однако среди игравших были Владимир Крамник, Владимир Акопян и другие выдающиеся шахматисты.
Сергей Шипов сказал: «Халифман — молодой классик шахмат. Игрок абсолютно универсальный, одинаково хорошо трактующий как сложнейшие, динамические позиции, так и сухие, скучные на вид положения. Пожалуй, нет таких типовых позиций в миттельшпиле, в которых он плохо ориентируется. Силён в окончаниях».
Халифман — автор серии популярных книг по теории дебютов. Организатор шахматной школы. Тренировал команду «Югра» и сборную Азербайджана, которую привёл к победе на командном чемпионате Европы в 2013 году.
В марте 2022 года подписал коллективное обращение российских шахматистов к Владимиру Путину с призывом остановить вторжение РФ на Украину.
|   | a | b | c | d | e | f | g | h |   |
| - | --- | --- | --- | --- | --- | --- | --- | --- | - |
| 8 | a8 чёрная ладья · f8 чёрная ладья · h8 чёрный король · b7 чёрный слон · d7 чёрный ферзь · g7 чёрная пешка · h7 чёрная пешка · a6 чёрная пешка · d6 чёрный слон · b5 чёрная пешка · a4 белая пешка · c4 белая пешка · d4 белый ферзь · e4 чёрная пешка · b3 белый слон · c3 белая пешка · e3 белый слон · g3 белая пешка · b2 белая пешка · h2 белая пешка · a1 белая ладья · e1 белая ладья · h1 белый король | a8 чёрная ладья · f8 чёрная ладья · h8 чёрный король · b7 чёрный слон · d7 чёрный ферзь · g7 чёрная пешка · h7 чёрная пешка · a6 чёрная пешка · d6 чёрный слон · b5 чёрная пешка · a4 белая пешка · c4 белая пешка · d4 белый ферзь · e4 чёрная пешка · b3 белый слон · c3 белая пешка · e3 белый слон · g3 белая пешка · b2 белая пешка · h2 белая пешка · a1 белая ладья · e1 белая ладья · h1 белый король | a8 чёрная ладья · f8 чёрная ладья · h8 чёрный король · b7 чёрный слон · d7 чёрный ферзь · g7 чёрная пешка · h7 чёрная пешка · a6 чёрная пешка · d6 чёрный слон · b5 чёрная пешка · a4 белая пешка · c4 белая пешка · d4 белый ферзь · e4 чёрная пешка · b3 белый слон · c3 белая пешка · e3 белый слон · g3 белая пешка · b2 белая пешка · h2 белая пешка · a1 белая ладья · e1 белая ладья · h1 белый король | a8 чёрная ладья · f8 чёрная ладья · h8 чёрный король · b7 чёрный слон · d7 чёрный ферзь · g7 чёрная пешка · h7 чёрная пешка · a6 чёрная пешка · d6 чёрный слон · b5 чёрная пешка · a4 белая пешка · c4 белая пешка · d4 белый ферзь · e4 чёрная пешка · b3 белый слон · c3 белая пешка · e3 белый слон · g3 белая пешка · b2 белая пешка · h2 белая пешка · a1 белая ладья · e1 белая ладья · h1 белый король | a8 чёрная ладья · f8 чёрная ладья · h8 чёрный король · b7 чёрный слон · d7 чёрный ферзь · g7 чёрная пешка · h7 чёрная пешка · a6 чёрная пешка · d6 чёрный слон · b5 чёрная пешка · a4 белая пешка · c4 белая пешка · d4 белый ферзь · e4 чёрная пешка · b3 белый слон · c3 белая пешка · e3 белый слон · g3 белая пешка · b2 белая пешка · h2 белая пешка · a1 белая ладья · e1 белая ладья · h1 белый король | a8 чёрная ладья · f8 чёрная ладья · h8 чёрный король · b7 чёрный слон · d7 чёрный ферзь · g7 чёрная пешка · h7 чёрная пешка · a6 чёрная пешка · d6 чёрный слон · b5 чёрная пешка · a4 белая пешка · c4 белая пешка · d4 белый ферзь · e4 чёрная пешка · b3 белый слон · c3 белая пешка · e3 белый слон · g3 белая пешка · b2 белая пешка · h2 белая пешка · a1 белая ладья · e1 белая ладья · h1 белый король | a8 чёрная ладья · f8 чёрная ладья · h8 чёрный король · b7 чёрный слон · d7 чёрный ферзь · g7 чёрная пешка · h7 чёрная пешка · a6 чёрная пешка · d6 чёрный слон · b5 чёрная пешка · a4 белая пешка · c4 белая пешка · d4 белый ферзь · e4 чёрная пешка · b3 белый слон · c3 белая пешка · e3 белый слон · g3 белая пешка · b2 белая пешка · h2 белая пешка · a1 белая ладья · e1 белая ладья · h1 белый король | a8 чёрная ладья · f8 чёрная ладья · h8 чёрный король · b7 чёрный слон · d7 чёрный ферзь · g7 чёрная пешка · h7 чёрная пешка · a6 чёрная пешка · d6 чёрный слон · b5 чёрная пешка · a4 белая пешка · c4 белая пешка · d4 белый ферзь · e4 чёрная пешка · b3 белый слон · c3 белая пешка · e3 белый слон · g3 белая пешка · b2 белая пешка · h2 белая пешка · a1 белая ладья · e1 белая ладья · h1 белый король | 8 |
| 7 | a8 чёрная ладья · f8 чёрная ладья · h8 чёрный король · b7 чёрный слон · d7 чёрный ферзь · g7 чёрная пешка · h7 чёрная пешка · a6 чёрная пешка · d6 чёрный слон · b5 чёрная пешка · a4 белая пешка · c4 белая пешка · d4 белый ферзь · e4 чёрная пешка · b3 белый слон · c3 белая пешка · e3 белый слон · g3 белая пешка · b2 белая пешка · h2 белая пешка · a1 белая ладья · e1 белая ладья · h1 белый король | a8 чёрная ладья · f8 чёрная ладья · h8 чёрный король · b7 чёрный слон · d7 чёрный ферзь · g7 чёрная пешка · h7 чёрная пешка · a6 чёрная пешка · d6 чёрный слон · b5 чёрная пешка · a4 белая пешка · c4 белая пешка · d4 белый ферзь · e4 чёрная пешка · b3 белый слон · c3 белая пешка · e3 белый слон · g3 белая пешка · b2 белая пешка · h2 белая пешка · a1 белая ладья · e1 белая ладья · h1 белый король | a8 чёрная ладья · f8 чёрная ладья · h8 чёрный король · b7 чёрный слон · d7 чёрный ферзь · g7 чёрная пешка · h7 чёрная пешка · a6 чёрная пешка · d6 чёрный слон · b5 чёрная пешка · a4 белая пешка · c4 белая пешка · d4 белый ферзь · e4 чёрная пешка · b3 белый слон · c3 белая пешка · e3 белый слон · g3 белая пешка · b2 белая пешка · h2 белая пешка · a1 белая ладья · e1 белая ладья · h1 белый король | a8 чёрная ладья · f8 чёрная ладья · h8 чёрный король · b7 чёрный слон · d7 чёрный ферзь · g7 чёрная пешка · h7 чёрная пешка · a6 чёрная пешка · d6 чёрный слон · b5 чёрная пешка · a4 белая пешка · c4 белая пешка · d4 белый ферзь · e4 чёрная пешка · b3 белый слон · c3 белая пешка · e3 белый слон · g3 белая пешка · b2 белая пешка · h2 белая пешка · a1 белая ладья · e1 белая ладья · h1 белый король | a8 чёрная ладья · f8 чёрная ладья · h8 чёрный король · b7 чёрный слон · d7 чёрный ферзь · g7 чёрная пешка · h7 чёрная пешка · a6 чёрная пешка · d6 чёрный слон · b5 чёрная пешка · a4 белая пешка · c4 белая пешка · d4 белый ферзь · e4 чёрная пешка · b3 белый слон · c3 белая пешка · e3 белый слон · g3 белая пешка · b2 белая пешка · h2 белая пешка · a1 белая ладья · e1 белая ладья · h1 белый король | a8 чёрная ладья · f8 чёрная ладья · h8 чёрный король · b7 чёрный слон · d7 чёрный ферзь · g7 чёрная пешка · h7 чёрная пешка · a6 чёрная пешка · d6 чёрный слон · b5 чёрная пешка · a4 белая пешка · c4 белая пешка · d4 белый ферзь · e4 чёрная пешка · b3 белый слон · c3 белая пешка · e3 белый слон · g3 белая пешка · b2 белая пешка · h2 белая пешка · a1 белая ладья · e1 белая ладья · h1 белый король | a8 чёрная ладья · f8 чёрная ладья · h8 чёрный король · b7 чёрный слон · d7 чёрный ферзь · g7 чёрная пешка · h7 чёрная пешка · a6 чёрная пешка · d6 чёрный слон · b5 чёрная пешка · a4 белая пешка · c4 белая пешка · d4 белый ферзь · e4 чёрная пешка · b3 белый слон · c3 белая пешка · e3 белый слон · g3 белая пешка · b2 белая пешка · h2 белая пешка · a1 белая ладья · e1 белая ладья · h1 белый король | a8 чёрная ладья · f8 чёрная ладья · h8 чёрный король · b7 чёрный слон · d7 чёрный ферзь · g7 чёрная пешка · h7 чёрная пешка · a6 чёрная пешка · d6 чёрный слон · b5 чёрная пешка · a4 белая пешка · c4 белая пешка · d4 белый ферзь · e4 чёрная пешка · b3 белый слон · c3 белая пешка · e3 белый слон · g3 белая пешка · b2 белая пешка · h2 белая пешка · a1 белая ладья · e1 белая ладья · h1 белый король | 7 |
| 6 | a8 чёрная ладья · f8 чёрная ладья · h8 чёрный король · b7 чёрный слон · d7 чёрный ферзь · g7 чёрная пешка · h7 чёрная пешка · a6 чёрная пешка · d6 чёрный слон · b5 чёрная пешка · a4 белая пешка · c4 белая пешка · d4 белый ферзь · e4 чёрная пешка · b3 белый слон · c3 белая пешка · e3 белый слон · g3 белая пешка · b2 белая пешка · h2 белая пешка · a1 белая ладья · e1 белая ладья · h1 белый король | a8 чёрная ладья · f8 чёрная ладья · h8 чёрный король · b7 чёрный слон · d7 чёрный ферзь · g7 чёрная пешка · h7 чёрная пешка · a6 чёрная пешка · d6 чёрный слон · b5 чёрная пешка · a4 белая пешка · c4 белая пешка · d4 белый ферзь · e4 чёрная пешка · b3 белый слон · c3 белая пешка · e3 белый слон · g3 белая пешка · b2 белая пешка · h2 белая пешка · a1 белая ладья · e1 белая ладья · h1 белый король | a8 чёрная ладья · f8 чёрная ладья · h8 чёрный король · b7 чёрный слон · d7 чёрный ферзь · g7 чёрная пешка · h7 чёрная пешка · a6 чёрная пешка · d6 чёрный слон · b5 чёрная пешка · a4 белая пешка · c4 белая пешка · d4 белый ферзь · e4 чёрная пешка · b3 белый слон · c3 белая пешка · e3 белый слон · g3 белая пешка · b2 белая пешка · h2 белая пешка · a1 белая ладья · e1 белая ладья · h1 белый король | a8 чёрная ладья · f8 чёрная ладья · h8 чёрный король · b7 чёрный слон · d7 чёрный ферзь · g7 чёрная пешка · h7 чёрная пешка · a6 чёрная пешка · d6 чёрный слон · b5 чёрная пешка · a4 белая пешка · c4 белая пешка · d4 белый ферзь · e4 чёрная пешка · b3 белый слон · c3 белая пешка · e3 белый слон · g3 белая пешка · b2 белая пешка · h2 белая пешка · a1 белая ладья · e1 белая ладья · h1 белый король | a8 чёрная ладья · f8 чёрная ладья · h8 чёрный король · b7 чёрный слон · d7 чёрный ферзь · g7 чёрная пешка · h7 чёрная пешка · a6 чёрная пешка · d6 чёрный слон · b5 чёрная пешка · a4 белая пешка · c4 белая пешка · d4 белый ферзь · e4 чёрная пешка · b3 белый слон · c3 белая пешка · e3 белый слон · g3 белая пешка · b2 белая пешка · h2 белая пешка · a1 белая ладья · e1 белая ладья · h1 белый король | a8 чёрная ладья · f8 чёрная ладья · h8 чёрный король · b7 чёрный слон · d7 чёрный ферзь · g7 чёрная пешка · h7 чёрная пешка · a6 чёрная пешка · d6 чёрный слон · b5 чёрная пешка · a4 белая пешка · c4 белая пешка · d4 белый ферзь · e4 чёрная пешка · b3 белый слон · c3 белая пешка · e3 белый слон · g3 белая пешка · b2 белая пешка · h2 белая пешка · a1 белая ладья · e1 белая ладья · h1 белый король | a8 чёрная ладья · f8 чёрная ладья · h8 чёрный король · b7 чёрный слон · d7 чёрный ферзь · g7 чёрная пешка · h7 чёрная пешка · a6 чёрная пешка · d6 чёрный слон · b5 чёрная пешка · a4 белая пешка · c4 белая пешка · d4 белый ферзь · e4 чёрная пешка · b3 белый слон · c3 белая пешка · e3 белый слон · g3 белая пешка · b2 белая пешка · h2 белая пешка · a1 белая ладья · e1 белая ладья · h1 белый король | a8 чёрная ладья · f8 чёрная ладья · h8 чёрный король · b7 чёрный слон · d7 чёрный ферзь · g7 чёрная пешка · h7 чёрная пешка · a6 чёрная пешка · d6 чёрный слон · b5 чёрная пешка · a4 белая пешка · c4 белая пешка · d4 белый ферзь · e4 чёрная пешка · b3 белый слон · c3 белая пешка · e3 белый слон · g3 белая пешка · b2 белая пешка · h2 белая пешка · a1 белая ладья · e1 белая ладья · h1 белый король | 6 |
| 5 | a8 чёрная ладья · f8 чёрная ладья · h8 чёрный король · b7 чёрный слон · d7 чёрный ферзь · g7 чёрная пешка · h7 чёрная пешка · a6 чёрная пешка · d6 чёрный слон · b5 чёрная пешка · a4 белая пешка · c4 белая пешка · d4 белый ферзь · e4 чёрная пешка · b3 белый слон · c3 белая пешка · e3 белый слон · g3 белая пешка · b2 белая пешка · h2 белая пешка · a1 белая ладья · e1 белая ладья · h1 белый король | a8 чёрная ладья · f8 чёрная ладья · h8 чёрный король · b7 чёрный слон · d7 чёрный ферзь · g7 чёрная пешка · h7 чёрная пешка · a6 чёрная пешка · d6 чёрный слон · b5 чёрная пешка · a4 белая пешка · c4 белая пешка · d4 белый ферзь · e4 чёрная пешка · b3 белый слон · c3 белая пешка · e3 белый слон · g3 белая пешка · b2 белая пешка · h2 белая пешка · a1 белая ладья · e1 белая ладья · h1 белый король | a8 чёрная ладья · f8 чёрная ладья · h8 чёрный король · b7 чёрный слон · d7 чёрный ферзь · g7 чёрная пешка · h7 чёрная пешка · a6 чёрная пешка · d6 чёрный слон · b5 чёрная пешка · a4 белая пешка · c4 белая пешка · d4 белый ферзь · e4 чёрная пешка · b3 белый слон · c3 белая пешка · e3 белый слон · g3 белая пешка · b2 белая пешка · h2 белая пешка · a1 белая ладья · e1 белая ладья · h1 белый король | a8 чёрная ладья · f8 чёрная ладья · h8 чёрный король · b7 чёрный слон · d7 чёрный ферзь · g7 чёрная пешка · h7 чёрная пешка · a6 чёрная пешка · d6 чёрный слон · b5 чёрная пешка · a4 белая пешка · c4 белая пешка · d4 белый ферзь · e4 чёрная пешка · b3 белый слон · c3 белая пешка · e3 белый слон · g3 белая пешка · b2 белая пешка · h2 белая пешка · a1 белая ладья · e1 белая ладья · h1 белый король | a8 чёрная ладья · f8 чёрная ладья · h8 чёрный король · b7 чёрный слон · d7 чёрный ферзь · g7 чёрная пешка · h7 чёрная пешка · a6 чёрная пешка · d6 чёрный слон · b5 чёрная пешка · a4 белая пешка · c4 белая пешка · d4 белый ферзь · e4 чёрная пешка · b3 белый слон · c3 белая пешка · e3 белый слон · g3 белая пешка · b2 белая пешка · h2 белая пешка · a1 белая ладья · e1 белая ладья · h1 белый король | a8 чёрная ладья · f8 чёрная ладья · h8 чёрный король · b7 чёрный слон · d7 чёрный ферзь · g7 чёрная пешка · h7 чёрная пешка · a6 чёрная пешка · d6 чёрный слон · b5 чёрная пешка · a4 белая пешка · c4 белая пешка · d4 белый ферзь · e4 чёрная пешка · b3 белый слон · c3 белая пешка · e3 белый слон · g3 белая пешка · b2 белая пешка · h2 белая пешка · a1 белая ладья · e1 белая ладья · h1 белый король | a8 чёрная ладья · f8 чёрная ладья · h8 чёрный король · b7 чёрный слон · d7 чёрный ферзь · g7 чёрная пешка · h7 чёрная пешка · a6 чёрная пешка · d6 чёрный слон · b5 чёрная пешка · a4 белая пешка · c4 белая пешка · d4 белый ферзь · e4 чёрная пешка · b3 белый слон · c3 белая пешка · e3 белый слон · g3 белая пешка · b2 белая пешка · h2 белая пешка · a1 белая ладья · e1 белая ладья · h1 белый король | a8 чёрная ладья · f8 чёрная ладья · h8 чёрный король · b7 чёрный слон · d7 чёрный ферзь · g7 чёрная пешка · h7 чёрная пешка · a6 чёрная пешка · d6 чёрный слон · b5 чёрная пешка · a4 белая пешка · c4 белая пешка · d4 белый ферзь · e4 чёрная пешка · b3 белый слон · c3 белая пешка · e3 белый слон · g3 белая пешка · b2 белая пешка · h2 белая пешка · a1 белая ладья · e1 белая ладья · h1 белый король | 5 |
| 4 | a8 чёрная ладья · f8 чёрная ладья · h8 чёрный король · b7 чёрный слон · d7 чёрный ферзь · g7 чёрная пешка · h7 чёрная пешка · a6 чёрная пешка · d6 чёрный слон · b5 чёрная пешка · a4 белая пешка · c4 белая пешка · d4 белый ферзь · e4 чёрная пешка · b3 белый слон · c3 белая пешка · e3 белый слон · g3 белая пешка · b2 белая пешка · h2 белая пешка · a1 белая ладья · e1 белая ладья · h1 белый король | a8 чёрная ладья · f8 чёрная ладья · h8 чёрный король · b7 чёрный слон · d7 чёрный ферзь · g7 чёрная пешка · h7 чёрная пешка · a6 чёрная пешка · d6 чёрный слон · b5 чёрная пешка · a4 белая пешка · c4 белая пешка · d4 белый ферзь · e4 чёрная пешка · b3 белый слон · c3 белая пешка · e3 белый слон · g3 белая пешка · b2 белая пешка · h2 белая пешка · a1 белая ладья · e1 белая ладья · h1 белый король | a8 чёрная ладья · f8 чёрная ладья · h8 чёрный король · b7 чёрный слон · d7 чёрный ферзь · g7 чёрная пешка · h7 чёрная пешка · a6 чёрная пешка · d6 чёрный слон · b5 чёрная пешка · a4 белая пешка · c4 белая пешка · d4 белый ферзь · e4 чёрная пешка · b3 белый слон · c3 белая пешка · e3 белый слон · g3 белая пешка · b2 белая пешка · h2 белая пешка · a1 белая ладья · e1 белая ладья · h1 белый король | a8 чёрная ладья · f8 чёрная ладья · h8 чёрный король · b7 чёрный слон · d7 чёрный ферзь · g7 чёрная пешка · h7 чёрная пешка · a6 чёрная пешка · d6 чёрный слон · b5 чёрная пешка · a4 белая пешка · c4 белая пешка · d4 белый ферзь · e4 чёрная пешка · b3 белый слон · c3 белая пешка · e3 белый слон · g3 белая пешка · b2 белая пешка · h2 белая пешка · a1 белая ладья · e1 белая ладья · h1 белый король | a8 чёрная ладья · f8 чёрная ладья · h8 чёрный король · b7 чёрный слон · d7 чёрный ферзь · g7 чёрная пешка · h7 чёрная пешка · a6 чёрная пешка · d6 чёрный слон · b5 чёрная пешка · a4 белая пешка · c4 белая пешка · d4 белый ферзь · e4 чёрная пешка · b3 белый слон · c3 белая пешка · e3 белый слон · g3 белая пешка · b2 белая пешка · h2 белая пешка · a1 белая ладья · e1 белая ладья · h1 белый король | a8 чёрная ладья · f8 чёрная ладья · h8 чёрный король · b7 чёрный слон · d7 чёрный ферзь · g7 чёрная пешка · h7 чёрная пешка · a6 чёрная пешка · d6 чёрный слон · b5 чёрная пешка · a4 белая пешка · c4 белая пешка · d4 белый ферзь · e4 чёрная пешка · b3 белый слон · c3 белая пешка · e3 белый слон · g3 белая пешка · b2 белая пешка · h2 белая пешка · a1 белая ладья · e1 белая ладья · h1 белый король | a8 чёрная ладья · f8 чёрная ладья · h8 чёрный король · b7 чёрный слон · d7 чёрный ферзь · g7 чёрная пешка · h7 чёрная пешка · a6 чёрная пешка · d6 чёрный слон · b5 чёрная пешка · a4 белая пешка · c4 белая пешка · d4 белый ферзь · e4 чёрная пешка · b3 белый слон · c3 белая пешка · e3 белый слон · g3 белая пешка · b2 белая пешка · h2 белая пешка · a1 белая ладья · e1 белая ладья · h1 белый король | a8 чёрная ладья · f8 чёрная ладья · h8 чёрный король · b7 чёрный слон · d7 чёрный ферзь · g7 чёрная пешка · h7 чёрная пешка · a6 чёрная пешка · d6 чёрный слон · b5 чёрная пешка · a4 белая пешка · c4 белая пешка · d4 белый ферзь · e4 чёрная пешка · b3 белый слон · c3 белая пешка · e3 белый слон · g3 белая пешка · b2 белая пешка · h2 белая пешка · a1 белая ладья · e1 белая ладья · h1 белый король | 4 |
| 3 | a8 чёрная ладья · f8 чёрная ладья · h8 чёрный король · b7 чёрный слон · d7 чёрный ферзь · g7 чёрная пешка · h7 чёрная пешка · a6 чёрная пешка · d6 чёрный слон · b5 чёрная пешка · a4 белая пешка · c4 белая пешка · d4 белый ферзь · e4 чёрная пешка · b3 белый слон · c3 белая пешка · e3 белый слон · g3 белая пешка · b2 белая пешка · h2 белая пешка · a1 белая ладья · e1 белая ладья · h1 белый король | a8 чёрная ладья · f8 чёрная ладья · h8 чёрный король · b7 чёрный слон · d7 чёрный ферзь · g7 чёрная пешка · h7 чёрная пешка · a6 чёрная пешка · d6 чёрный слон · b5 чёрная пешка · a4 белая пешка · c4 белая пешка · d4 белый ферзь · e4 чёрная пешка · b3 белый слон · c3 белая пешка · e3 белый слон · g3 белая пешка · b2 белая пешка · h2 белая пешка · a1 белая ладья · e1 белая ладья · h1 белый король | a8 чёрная ладья · f8 чёрная ладья · h8 чёрный король · b7 чёрный слон · d7 чёрный ферзь · g7 чёрная пешка · h7 чёрная пешка · a6 чёрная пешка · d6 чёрный слон · b5 чёрная пешка · a4 белая пешка · c4 белая пешка · d4 белый ферзь · e4 чёрная пешка · b3 белый слон · c3 белая пешка · e3 белый слон · g3 белая пешка · b2 белая пешка · h2 белая пешка · a1 белая ладья · e1 белая ладья · h1 белый король | a8 чёрная ладья · f8 чёрная ладья · h8 чёрный король · b7 чёрный слон · d7 чёрный ферзь · g7 чёрная пешка · h7 чёрная пешка · a6 чёрная пешка · d6 чёрный слон · b5 чёрная пешка · a4 белая пешка · c4 белая пешка · d4 белый ферзь · e4 чёрная пешка · b3 белый слон · c3 белая пешка · e3 белый слон · g3 белая пешка · b2 белая пешка · h2 белая пешка · a1 белая ладья · e1 белая ладья · h1 белый король | a8 чёрная ладья · f8 чёрная ладья · h8 чёрный король · b7 чёрный слон · d7 чёрный ферзь · g7 чёрная пешка · h7 чёрная пешка · a6 чёрная пешка · d6 чёрный слон · b5 чёрная пешка · a4 белая пешка · c4 белая пешка · d4 белый ферзь · e4 чёрная пешка · b3 белый слон · c3 белая пешка · e3 белый слон · g3 белая пешка · b2 белая пешка · h2 белая пешка · a1 белая ладья · e1 белая ладья · h1 белый король | a8 чёрная ладья · f8 чёрная ладья · h8 чёрный король · b7 чёрный слон · d7 чёрный ферзь · g7 чёрная пешка · h7 чёрная пешка · a6 чёрная пешка · d6 чёрный слон · b5 чёрная пешка · a4 белая пешка · c4 белая пешка · d4 белый ферзь · e4 чёрная пешка · b3 белый слон · c3 белая пешка · e3 белый слон · g3 белая пешка · b2 белая пешка · h2 белая пешка · a1 белая ладья · e1 белая ладья · h1 белый король | a8 чёрная ладья · f8 чёрная ладья · h8 чёрный король · b7 чёрный слон · d7 чёрный ферзь · g7 чёрная пешка · h7 чёрная пешка · a6 чёрная пешка · d6 чёрный слон · b5 чёрная пешка · a4 белая пешка · c4 белая пешка · d4 белый ферзь · e4 чёрная пешка · b3 белый слон · c3 белая пешка · e3 белый слон · g3 белая пешка · b2 белая пешка · h2 белая пешка · a1 белая ладья · e1 белая ладья · h1 белый король | a8 чёрная ладья · f8 чёрная ладья · h8 чёрный король · b7 чёрный слон · d7 чёрный ферзь · g7 чёрная пешка · h7 чёрная пешка · a6 чёрная пешка · d6 чёрный слон · b5 чёрная пешка · a4 белая пешка · c4 белая пешка · d4 белый ферзь · e4 чёрная пешка · b3 белый слон · c3 белая пешка · e3 белый слон · g3 белая пешка · b2 белая пешка · h2 белая пешка · a1 белая ладья · e1 белая ладья · h1 белый король | 3 |
| 2 | a8 чёрная ладья · f8 чёрная ладья · h8 чёрный король · b7 чёрный слон · d7 чёрный ферзь · g7 чёрная пешка · h7 чёрная пешка · a6 чёрная пешка · d6 чёрный слон · b5 чёрная пешка · a4 белая пешка · c4 белая пешка · d4 белый ферзь · e4 чёрная пешка · b3 белый слон · c3 белая пешка · e3 белый слон · g3 белая пешка · b2 белая пешка · h2 белая пешка · a1 белая ладья · e1 белая ладья · h1 белый король | a8 чёрная ладья · f8 чёрная ладья · h8 чёрный король · b7 чёрный слон · d7 чёрный ферзь · g7 чёрная пешка · h7 чёрная пешка · a6 чёрная пешка · d6 чёрный слон · b5 чёрная пешка · a4 белая пешка · c4 белая пешка · d4 белый ферзь · e4 чёрная пешка · b3 белый слон · c3 белая пешка · e3 белый слон · g3 белая пешка · b2 белая пешка · h2 белая пешка · a1 белая ладья · e1 белая ладья · h1 белый король | a8 чёрная ладья · f8 чёрная ладья · h8 чёрный король · b7 чёрный слон · d7 чёрный ферзь · g7 чёрная пешка · h7 чёрная пешка · a6 чёрная пешка · d6 чёрный слон · b5 чёрная пешка · a4 белая пешка · c4 белая пешка · d4 белый ферзь · e4 чёрная пешка · b3 белый слон · c3 белая пешка · e3 белый слон · g3 белая пешка · b2 белая пешка · h2 белая пешка · a1 белая ладья · e1 белая ладья · h1 белый король | a8 чёрная ладья · f8 чёрная ладья · h8 чёрный король · b7 чёрный слон · d7 чёрный ферзь · g7 чёрная пешка · h7 чёрная пешка · a6 чёрная пешка · d6 чёрный слон · b5 чёрная пешка · a4 белая пешка · c4 белая пешка · d4 белый ферзь · e4 чёрная пешка · b3 белый слон · c3 белая пешка · e3 белый слон · g3 белая пешка · b2 белая пешка · h2 белая пешка · a1 белая ладья · e1 белая ладья · h1 белый король | a8 чёрная ладья · f8 чёрная ладья · h8 чёрный король · b7 чёрный слон · d7 чёрный ферзь · g7 чёрная пешка · h7 чёрная пешка · a6 чёрная пешка · d6 чёрный слон · b5 чёрная пешка · a4 белая пешка · c4 белая пешка · d4 белый ферзь · e4 чёрная пешка · b3 белый слон · c3 белая пешка · e3 белый слон · g3 белая пешка · b2 белая пешка · h2 белая пешка · a1 белая ладья · e1 белая ладья · h1 белый король | a8 чёрная ладья · f8 чёрная ладья · h8 чёрный король · b7 чёрный слон · d7 чёрный ферзь · g7 чёрная пешка · h7 чёрная пешка · a6 чёрная пешка · d6 чёрный слон · b5 чёрная пешка · a4 белая пешка · c4 белая пешка · d4 белый ферзь · e4 чёрная пешка · b3 белый слон · c3 белая пешка · e3 белый слон · g3 белая пешка · b2 белая пешка · h2 белая пешка · a1 белая ладья · e1 белая ладья · h1 белый король | a8 чёрная ладья · f8 чёрная ладья · h8 чёрный король · b7 чёрный слон · d7 чёрный ферзь · g7 чёрная пешка · h7 чёрная пешка · a6 чёрная пешка · d6 чёрный слон · b5 чёрная пешка · a4 белая пешка · c4 белая пешка · d4 белый ферзь · e4 чёрная пешка · b3 белый слон · c3 белая пешка · e3 белый слон · g3 белая пешка · b2 белая пешка · h2 белая пешка · a1 белая ладья · e1 белая ладья · h1 белый король | a8 чёрная ладья · f8 чёрная ладья · h8 чёрный король · b7 чёрный слон · d7 чёрный ферзь · g7 чёрная пешка · h7 чёрная пешка · a6 чёрная пешка · d6 чёрный слон · b5 чёрная пешка · a4 белая пешка · c4 белая пешка · d4 белый ферзь · e4 чёрная пешка · b3 белый слон · c3 белая пешка · e3 белый слон · g3 белая пешка · b2 белая пешка · h2 белая пешка · a1 белая ладья · e1 белая ладья · h1 белый король | 2 |
| 1 | a8 чёрная ладья · f8 чёрная ладья · h8 чёрный король · b7 чёрный слон · d7 чёрный ферзь · g7 чёрная пешка · h7 чёрная пешка · a6 чёрная пешка · d6 чёрный слон · b5 чёрная пешка · a4 белая пешка · c4 белая пешка · d4 белый ферзь · e4 чёрная пешка · b3 белый слон · c3 белая пешка · e3 белый слон · g3 белая пешка · b2 белая пешка · h2 белая пешка · a1 белая ладья · e1 белая ладья · h1 белый король | a8 чёрная ладья · f8 чёрная ладья · h8 чёрный король · b7 чёрный слон · d7 чёрный ферзь · g7 чёрная пешка · h7 чёрная пешка · a6 чёрная пешка · d6 чёрный слон · b5 чёрная пешка · a4 белая пешка · c4 белая пешка · d4 белый ферзь · e4 чёрная пешка · b3 белый слон · c3 белая пешка · e3 белый слон · g3 белая пешка · b2 белая пешка · h2 белая пешка · a1 белая ладья · e1 белая ладья · h1 белый король | a8 чёрная ладья · f8 чёрная ладья · h8 чёрный король · b7 чёрный слон · d7 чёрный ферзь · g7 чёрная пешка · h7 чёрная пешка · a6 чёрная пешка · d6 чёрный слон · b5 чёрная пешка · a4 белая пешка · c4 белая пешка · d4 белый ферзь · e4 чёрная пешка · b3 белый слон · c3 белая пешка · e3 белый слон · g3 белая пешка · b2 белая пешка · h2 белая пешка · a1 белая ладья · e1 белая ладья · h1 белый король | a8 чёрная ладья · f8 чёрная ладья · h8 чёрный король · b7 чёрный слон · d7 чёрный ферзь · g7 чёрная пешка · h7 чёрная пешка · a6 чёрная пешка · d6 чёрный слон · b5 чёрная пешка · a4 белая пешка · c4 белая пешка · d4 белый ферзь · e4 чёрная пешка · b3 белый слон · c3 белая пешка · e3 белый слон · g3 белая пешка · b2 белая пешка · h2 белая пешка · a1 белая ладья · e1 белая ладья · h1 белый король | a8 чёрная ладья · f8 чёрная ладья · h8 чёрный король · b7 чёрный слон · d7 чёрный ферзь · g7 чёрная пешка · h7 чёрная пешка · a6 чёрная пешка · d6 чёрный слон · b5 чёрная пешка · a4 белая пешка · c4 белая пешка · d4 белый ферзь · e4 чёрная пешка · b3 белый слон · c3 белая пешка · e3 белый слон · g3 белая пешка · b2 белая пешка · h2 белая пешка · a1 белая ладья · e1 белая ладья · h1 белый король | a8 чёрная ладья · f8 чёрная ладья · h8 чёрный король · b7 чёрный слон · d7 чёрный ферзь · g7 чёрная пешка · h7 чёрная пешка · a6 чёрная пешка · d6 чёрный слон · b5 чёрная пешка · a4 белая пешка · c4 белая пешка · d4 белый ферзь · e4 чёрная пешка · b3 белый слон · c3 белая пешка · e3 белый слон · g3 белая пешка · b2 белая пешка · h2 белая пешка · a1 белая ладья · e1 белая ладья · h1 белый король | a8 чёрная ладья · f8 чёрная ладья · h8 чёрный король · b7 чёрный слон · d7 чёрный ферзь · g7 чёрная пешка · h7 чёрная пешка · a6 чёрная пешка · d6 чёрный слон · b5 чёрная пешка · a4 белая пешка · c4 белая пешка · d4 белый ферзь · e4 чёрная пешка · b3 белый слон · c3 белая пешка · e3 белый слон · g3 белая пешка · b2 белая пешка · h2 белая пешка · a1 белая ладья · e1 белая ладья · h1 белый король | a8 чёрная ладья · f8 чёрная ладья · h8 чёрный король · b7 чёрный слон · d7 чёрный ферзь · g7 чёрная пешка · h7 чёрная пешка · a6 чёрная пешка · d6 чёрный слон · b5 чёрная пешка · a4 белая пешка · c4 белая пешка · d4 белый ферзь · e4 чёрная пешка · b3 белый слон · c3 белая пешка · e3 белый слон · g3 белая пешка · b2 белая пешка · h2 белая пешка · a1 белая ладья · e1 белая ладья · h1 белый король | 1 |
|   | a | b | c | d | e | f | g | h |   |